# Kövesliget
Kövesliget (ukránul: Драгово [Drahovo]) falu Ukrajnában, Kárpátalján, a Huszti járásban.

## Fekvése
Técsőtől északnyugatra, a Talabor mellett,  Csománfalva északi szomszédjában fekvő település.

## Története
Kövesliget a 14. században keletkezett. 1403-ban Balk testvére, a román származású Máramarosi János kapta ideiglenes birtokul. 1410-ben az Úrmezei családé volt, akiknek kihalta után a falu tekintélyes részét örököseik szerezték meg, de a nagyobbik rész továbbra is a Kövesligeti családé maradt.

## Népessége
1910-ben 3936 lakosából 207 magyar, 500 német, 3226 román volt. Ebből 82 római katolikus, 3286 görögkatolikus, 564 izraelita volt. A trianoni békeszerződés előtt Máramaros vármegye Huszti járásához tartozott. 1940-ben lakóinak száma 6741, vallási összetétele: 4248 görögkatolikus, 1267 görög keleti, 1081 izraelita, 121 római katolikus, 17 református, 6 evangélikus és 1 egyéb vallású.
2001-ben lakóinak 99,39%-a vallotta ukrán anyanyelvűnek magát.

## Híres emberek
- Itt született 1867-ben Szabó Oreszt, aki az őszirózsás forradalom idején (1918–1919) a magyarországi ruszinokhoz rendelt kormánybiztos, majd miniszter volt.
- Itt született Mikola Ivanovics Risko (1906–1994) ruszin költő, tanár, újságíró.
- Itt született Ortutay Elemér (1916–1997) görögkatolikus teológiai tanár